# Metamysidopsis mexicana
Metamysidopsis mexicana är en kräftdjursart som beskrevs av Mihai Bacescu 1969. Metamysidopsis mexicana ingår i släktet Metamysidopsis och familjen Mysidae. Inga underarter finns listade i Catalogue of Life.